# Fußball-Weltmeisterschaft 1990/Argentinien
Dieser Artikel behandelt die argentinische Fußballnationalmannschaft bei der Fußball-Weltmeisterschaft 1990.

## Qualifikation
Als Weltmeister war die argentinische Mannschaft automatisch qualifiziert.

## Argentinisches Aufgebot
| Nr.               | Name                | Verein vor WM-Beginn | Geburtstag | Spiele   | Tore     | Gelbe Karte | Rote Karte |
| Torhüter          | Torhüter            | Torhüter             | Torhüter   | Torhüter | Torhüter | Torhüter    | Torhüter   |
| ----------------- | ------------------- | -------------------- | ---------- | -------- | -------- | ----------- | ---------- |
| 1                 | Nery Pumpido        | Betis Sevilla        | 30.07.1957 | 2        | 0        | 0           | 0          |
| 1                 | Ángel Comizzo       | River Plate          | 27.04.1962 | 0        | 0        | 0           | 0          |
| 12                | Sergio Goycochea    | Millonarios FC       | 17.10.1963 | 6        | 0        | 1           | 0          |
| 22                | Fabián Cancelarich  | Ferro Carril Oeste   | 30.12.1965 | 0        | 0        | 0           | 0          |
| Abwehrspieler     |                     |                      |            |          |          |             |            |
| 5                 | Edgardo Bauza       | CD Veracruz          | 26.01.1958 | 0        | 0        | 0           | 0          |
| 11                | Néstor Fabbri       | Racing Club          | 29.04.1968 | 1        | 0        | 0           | 0          |
| 13                | Néstor Lorenzo      | AS Bari              | 26.02.1966 | 3        | 0        | 0           | 0          |
| 15                | Pedro Monzón        | CA Independiente     | 23.02.1962 | 4        | 1        | 2           | 1          |
| 17                | Roberto Sensini     | Udinese Calcio       | 12.10.1966 | 2        | 0        | 1           | 0          |
| 18                | José Serrizuela     | River Plate          | 10.06.1962 | 5        | 0        | 3           | 0          |
| 19                | Óscar Ruggeri       | Real Madrid          | 26.01.1962 | 5        | 0        | 1           | 0          |
| 20                | Juan Simón          | Boca Juniors         | 02.03.1960 | 7        | 0        | 1           | 0          |
| Mittelfeldspieler |                     |                      |            |          |          |             |            |
| 2                 | Sergio Batista      | River Plate          | 09.11.1962 | 4        | 0        | 2           | 0          |
| 4                 | José Basualdo       | VfB Stuttgart        | 20.06.1963 | 7        | 0        | 0           | 0          |
| 7                 | Jorge Burruchaga    | FC Nantes            | 09.10.1962 | 7        | 1        | 1           | 0          |
| 10                | Diego Maradona      | SSC Neapel           | 30.10.1960 | 7        | 0        | 2           | 0          |
| 14                | Ricardo Giusti      | CA Independiente     | 11.12.1956 | 4        | 0        | 2           | 1          |
| 16                | Julio Olarticoechea | Racing Club          | 18.10.1958 | 5        | 0        | 2           | 0          |
| 21                | Pedro Troglio       | Lazio Rom            | 28.07.1965 | 6        | 1        | 2           | 0          |
| Stürmer           |                     |                      |            |          |          |             |            |
| 3                 | Abel Balbo          | Udinese Calcio       | 01.06.1966 | 1        | 0        | 0           | 0          |
| 6                 | Gabriel Calderón    | Paris Saint-Germain  | 07.02.1960 | 5        | 0        | 0           | 0          |
| 8                 | Claudio Caniggia    | Atalanta Bergamo     | 09.01.1967 | 6        | 2        | 2           | 0          |
| 9                 | Gustavo Dezotti     | US Cremonese         | 14.02.1964 | 3        | 0        | 1           | 1          |
| Trainer           |                     |                      |            |          |          |             |            |
|                   | Dr. Carlos Bilardo  |                      | 16.03.1939 |          |          |             |            |

## Spiele der argentinischen Mannschaft

### Vorrunde
| Pl. | Land        | Sp. | S | U | N | Tore    | Diff. | Punkte |
| --- | ----------- | --- | - | - | - | ------- | ----- | ------ |
| 1.  | Kamerun     | 3   | 2 | 0 | 1 | 003:500 | −2    | 04:20  |
| 2.  | Rumänien    | 3   | 1 | 1 | 1 | 004:300 | +1    | 03:30  |
| 3.  | Argentinien | 3   | 1 | 1 | 1 | 003:200 | +1    | 03:30  |
| 4.  | Sowjetunion | 3   | 1 | 0 | 2 | 004:400 | ±0    | 02:40  |

- Argentinien –  Kamerun 0:1 (0:0)

Stadion: Giuseppe-Meazza-Stadion (Mailand)
Zuschauer: 73.780
Schiedsrichter: Michel Vautrot (Frankreich)
Tore: 0:1 Omam-Biyik (67.)
- Argentinien –  Sowjetunion 2:0 (1:0)

Stadion: Stadio San Paolo (Neapel)
Zuschauer: 55.759
Schiedsrichter: Erik Fredriksson (Schweden)
Tore: 1:0 Troglio (27.), 2:0 Burruchaga (79.)
- Argentinien –  Rumänien 1:1 (0:0)

Stadion: Stadio San Paolo (Neapel)
Zuschauer: 52.733
Schiedsrichter: Carlos Silva Valente (Portugal)
Tore: 1:0 Monzón (63.), 1:1 Balint (68.)
Weltmeister Argentinien traf im Eröffnungsspiel des Turniers in der Gruppe B auf Kamerun und musste eine sensationelle 0:1-Niederlage einstecken. Der Sieg der Schwarzafrikaner blieb nicht deren einziger Streich in dieser Gruppe, denn auch die Rumänen mussten sich diesem Gegner mit 1:2 beugen. Kamerun konnte es sich sogar leisten, das letzte Spiel gegen die Russen mit 0:4 abzugeben, ohne die Führungsposition der Gruppe einzubüßen. Den Russen nützte dieser Sieg nichts mehr, da die beiden 0:2-Niederlagen gegen den Gruppenzweiten Rumänien und gegen Argentinien schon das frühzeitige Aus bedeuteten. Argentinien kam als Dritter gerade noch ins Achtelfinale.

### Achtelfinale
| 61.381 | Stadio delle Alpi (Turin) | Argentinien | Brasilien | Joël Quiniou (Frankreich) | 1:0 (0:0) | 1:0 Caniggia (80.) |

Ein vorweggenommenes Endspiel sahen viele in der Partie zwischen Brasilien und Argentinien. Die Kicker vom Zuckerhut beherrschten den Rivalen aus Südamerika zwar über weite Strecken der Spielzeit, doch außer einigen Alu-Treffern sprang nichts aus den Angriffsbemühungen heraus. So entschied ein unnachahmliches Solo von Diego Maradona zehn Minuten vor dem Abpfiff die Auseinandersetzung. Seine Vorlage im Anschluss des Slalomlaufes erhielt Caniggia, der sich die Chance zum 1:0-Sieg nicht nehmen ließ.

### Viertelfinale
| 38.971 | Stadio Artemio Franchi (Florenz) | Argentinien | Jugoslawien | Kurt Röthlisberger (Schweiz) | 0:0 n. V., 3:2 i. E. | Elfmeter: Serrizuela getroffen Stojković Latte Burruchaga getroffen Prosinečki getroffen Maradona gehalten Savićević getroffen Troglio Pfosten Brnović gehalten Dezotti getroffen Hadžibegić gehalten |

Vergeblich rannten die überlegenen Jugoslawen mit zehn Mann gegen das Abwehr-Bollwerk der Argentinier an, die selbst kaum für Gefahr vor dem Tor von Schlussmann Ivkovic sorgen konnten. So musste das Elfmeterschießen entscheiden, wobei sich Goycochea im Tor der „Gauchos“ mit zwei gehaltenen Strafstößen besonders auszeichnen konnte. Stojkovic, Brnovic und Hadzibegic scheiterten bei Jugoslawien, während Maradona und Troglio ihre Elfer nicht verwandeln konnten.

### Halbfinale
| 59.978 | Stadio San Paolo (Neapel) | Argentinien | Italien | Michel Vautrot (Frankreich) | 1:1 n. V., 4:3 i. E. | 0:1 Schillaci (17.) 1:1 Caniggia (67.) Elfmeter: Baresi getroffen Serrizuela getroffen Baggio getroffen Burruchaga getroffen De Agostini getroffen Olarticoechea getroffen Donadoni gehalten Maradona getroffen Serena gehalten |

In Neapel, der damaligen Heimat des argentinischen Superstars Maradona, trafen Italien und Argentinien aufeinander. In diesem brisanten Umfeld gingen die Italiener wieder durch Schillaci, der seinen fünften Treffer unterbrachte, in Führung (17.). Wieder zogen sich die abwehrstarken Italiener zurück und überließen den Argentiniern das Übergewicht. Doch in diesem Spiel hatten sie die falsche Taktik gewählt, denn unter der Regie von Maradona kamen die Südamerikaner immer wieder gefährlich vor das Tor des bis dahin in diesem Turnier unbezwungenen Schlussmanns Walter Zenga. In der 67. Minute verlängerte Caniggia gegen den in dieser Situation indisponierten Zenga per Hinterkopf eine Olarticoechea-Flanke ins italienische Tor. Trotz eines zweifelhaften Platzverweises gegen Giusti hielten die geschwächten Argentinier das 1:1 bis zum unvermeidlichen Elfmeterschießen. Wieder war Goycochea der Held der Südamerikaner. Donadoni und Serena scheiterten an dem Torhüter und an ihren Nerven. Der amtierende Weltmeister stand wieder im Finale.

### Finale
| 72.698 | Olympiastadion (Rom) | Argentinien | Deutschland | Edgardo Codesal Méndez (Mexiko) | 0:1 (0:0) | 0:1 Brehme (85.) Strafstoß |

Das Endspiel zwischen Deutschland und Argentinien war nicht das Highlight des Turniers. In der einseitigen Partie – die Argentinier spielten mit einer äußerst destruktiven Mauertaktik – mühten sich die Deutschen lange Zeit um eine Lücke in der südamerikanischen Abwehr. Die knisternde Spannung einer niveauarmen Partie fand ihren Höhepunkt in der 85. Minute, als Rudi Völler im Strafraum der Argentinier zu Fall kam. Schiedsrichter Mendez (Mexiko) zeigte sofort auf den Elfmeterpunkt. Bevor Andreas Brehme zum Strafstoß antreten musste, hatte der Unparteiische wütende Proteste der Gauchos abzuwehren. Doch Brehme ließ sich nicht beirren und schoss das Leder flach ins linke äußere Toreck. Deutschland war nach 1954 und 1974 zum dritten Mal Fußball-Weltmeister. Und die Beobachter waren sich im Nachhinein einig, dass die Mannschaft, die in allen sieben Spielen zusammengenommen das höchste Niveau erreichte, verdient den Titel gewann.